# Estadio Francistown
El Francistown Stadium (en español Estadio de Francistown) también llamado Estadio Obed Itani Chilume, es un estadio de usos múltiples ubicado en la ciudad de Francistown, Botsuana. Actualmente se utiliza para partidos de fútbol y torneos atléticos. El recinto fue inaugurado el 5 de septiembre de  2015 y posee una capacidad para 27 000 personas.
El estadio fue inaugurado oficialmente el 5 de septiembre de 2015, con un partido entre la Selección de Botsuana y el seleccionado de Burkina Faso, con triunfo de Botsuana por 1:0.
El estadio es utilizado por los clubes TAFIC y ECCO City Green, miembros de la Liga Premier de Botsuana.